# Kimberly (Wisconsin)
Kimberly é uma vila localizada no estado norte-americano de Wisconsin, no Condado de Outagamie.

## Demografia
Segundo o censo norte-americano de 2000, a sua população era de 6146 habitantes.
Em 2006, foi estimada uma população de 6398, um aumento de 252 (4.1%).

## Geografia
De acordo com o United States Census Bureau tem uma área de
5,3 km², dos quais 4,9 km² cobertos por terra e 0,4 km² cobertos por água.

## Localidades na vizinhança
O diagrama seguinte representa as localidades num raio de 12 km ao redor de Kimberly.